# Ole Miss Rebels (honkbal)
Het Ole Miss Rebels honkbalteam vertegenwoordigt de Universiteit van Mississippi in NCAA Division I honkbal. Het team speelt in divisie west van de Southeastern Conference (SEC). De Rebels spelen hun thuiswedstrijden in Oxford-University Stadium, Swayze Field in Oxford, Mississippi.

## Geschiedenis
De geschiedenis van de Ole Miss Rebels gaat terug tot minimaal 1893, het vroegste jaar waarvan bekend is dat de Rebels honkbalwedstrijden speelden.
De Rebels hebben zes keer de College World Series gehaald: in 1956 1964, 1969, 1972, 2014 en 2022.

### Mike Bianco (2001-heden)
Op 7 juni 2000 werd Mike Bianco aangesteld als hoofdcoach. Sindsdien is hij de coach met het hoogste winstpercentage in de geschiedenis van de Rebels. In zijn eerste 20 seizoenen in dienst van de Rebels, tot en met 2022, leidde Bianco de Rebels achttien keer naar de postseason, bereikte hij acht keer de Super Regionals, en twee keer de College World Series. In 2022 wist Bianco met de Rebels de College World Series te winnen. Daarnaast won Bianco in 2009 het kampioenschap in de SEC met de Rebels.
In de 22 jaar dat Bianco aan het hoofd staat van de Rebels zijn er 126 Rebels spelers geselecteerd in de Major League Baseball-draft.

## Stadion

### Oxford-University Stadium, Swayze Field
Sinds 1989 spelen de Ole Miss Rebels hun wedstrijden in het Oxford-University Stadium, Swayze Field. Swayze Field is vernoemd naar Tom Swayze, een oud-speler van de Ole Miss Rebels. Op 23 april 2022 waren er een recordaantal van 12.503 toeschouwers aanwezig bij de wedstrijd van de Rebels tegen rivaal Mississippi State Bulldogs.